# شربیان

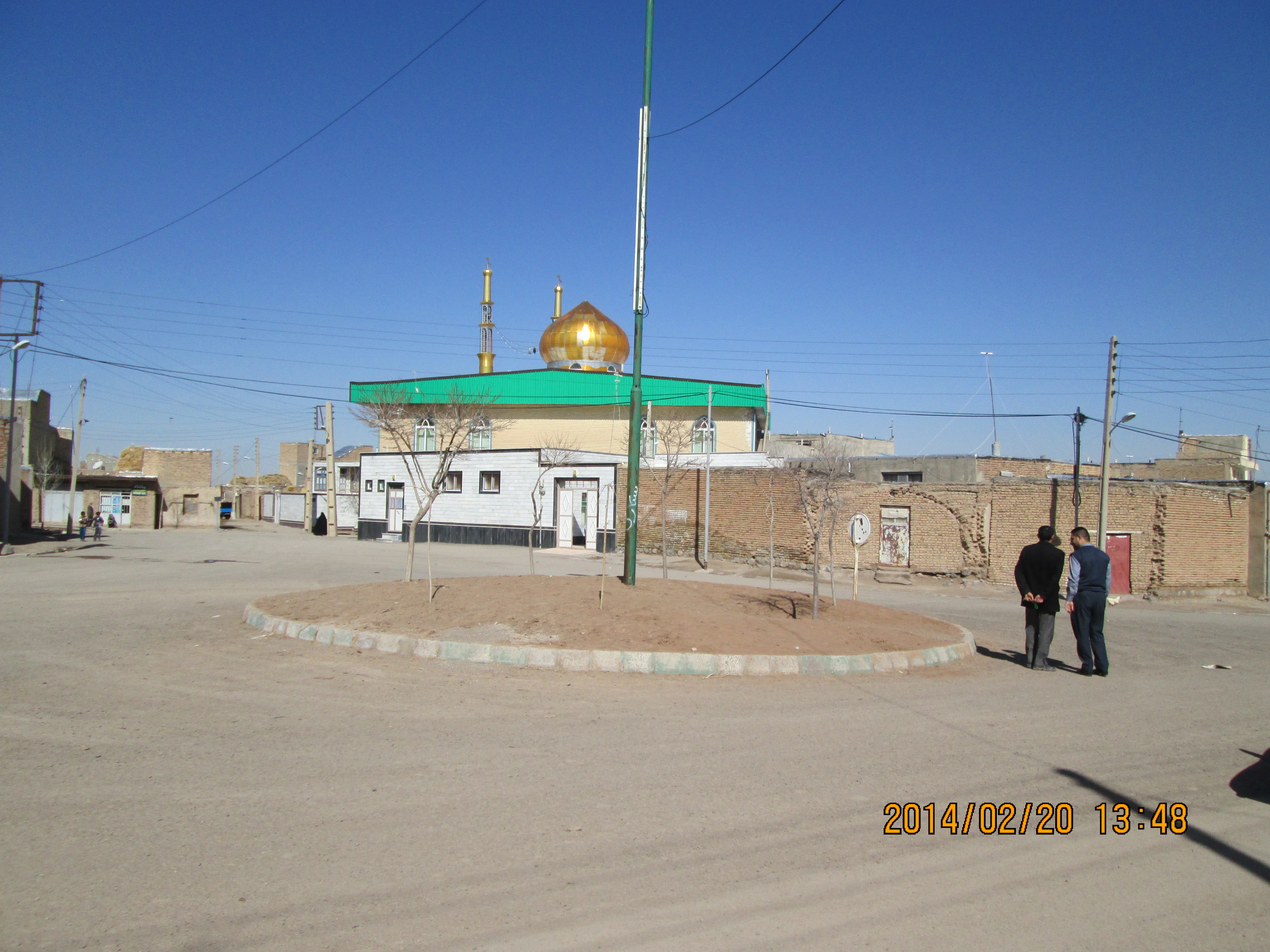
مسجد شربیان

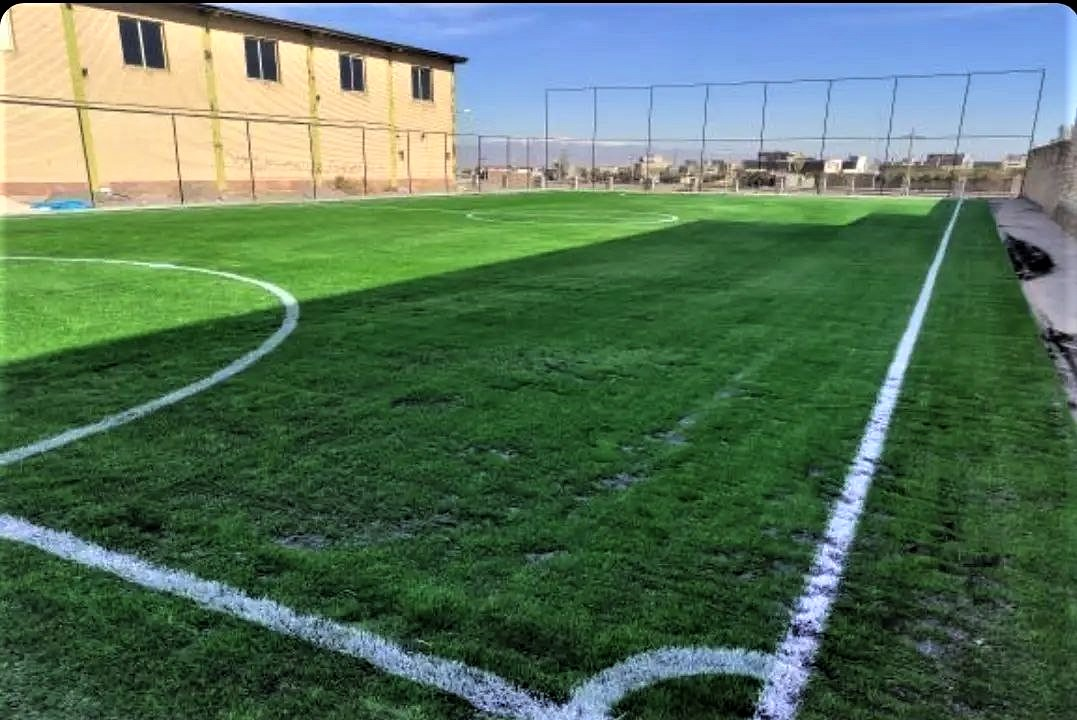
زمین چمن شهر شربیان

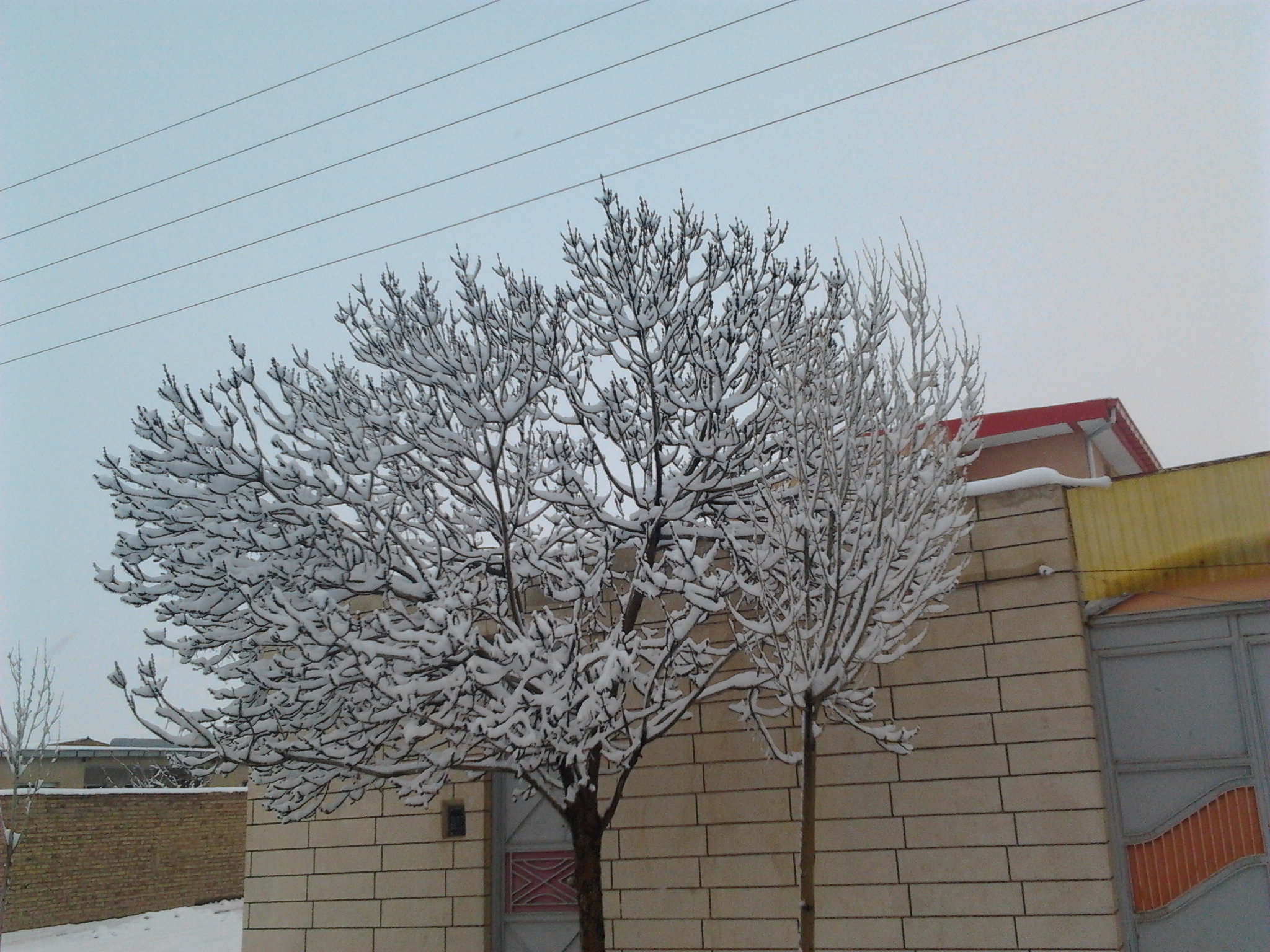
بارش برف در شربیان - تاریخ: ۲۰۱۴-۰۳-۱۳

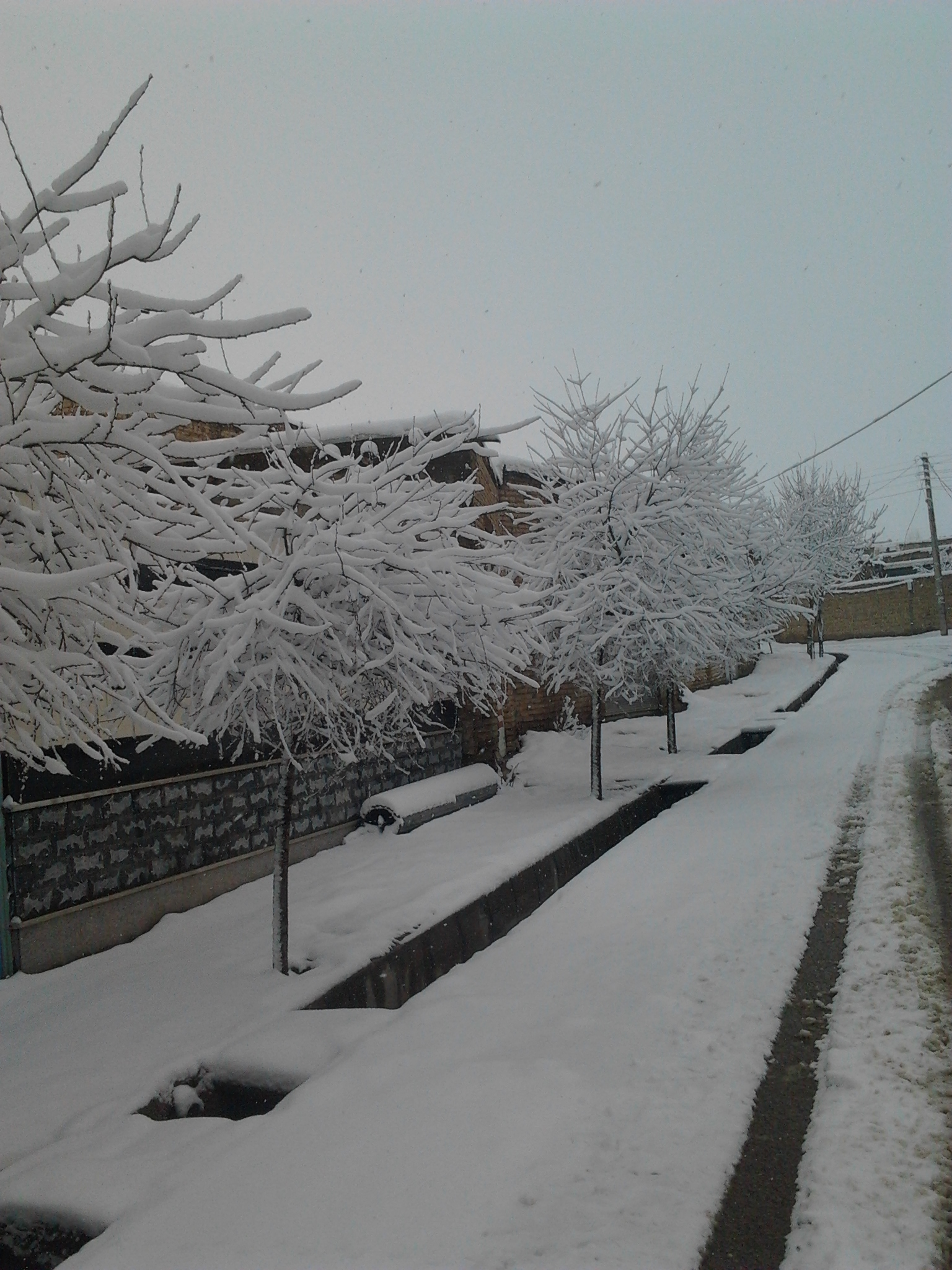
بارش برف در شربیان - تاریخ: ۲۰۱۴-۰۳-۱۳

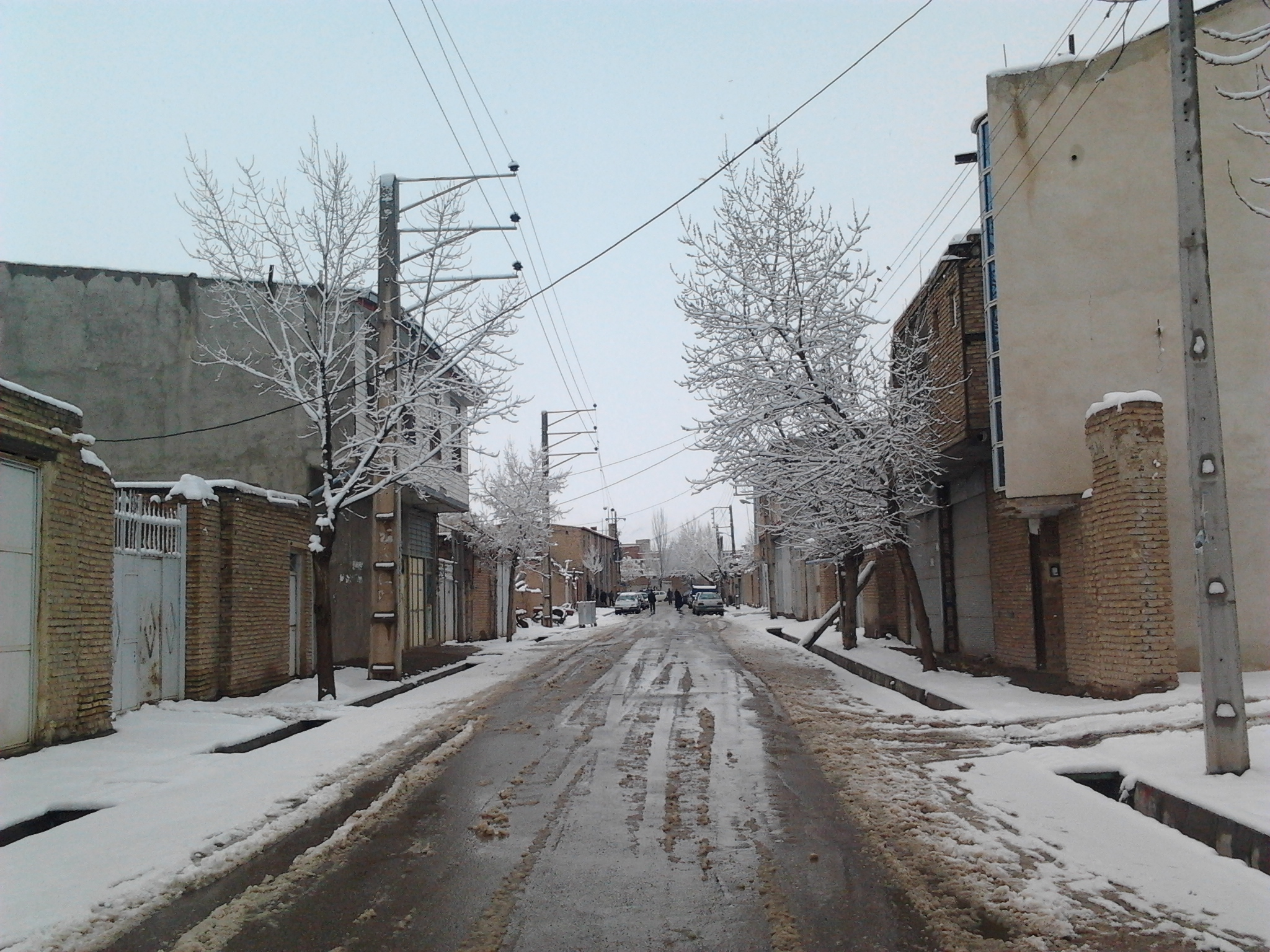
بارش برف در شربیان - تاریخ: ۲۰۱۴-۰۳-۱۳

شَرَبیان یکی از شهرهای تابعه شهرستان سرآب در استان آذربایجان شرقی ایران است. این شهر در بخش مهربان شهرستان سرآب قرار دارد. شربیان از تبریز مرکز استان، حدود ۱۰۰ و از سرآب  مرکز شهرستان۴۰ کیلومتر فاصله دارد.

## مردم
زبان گفتاری مردم شربيان نيزمانند ديگر شهرهای آذربايجان شرقی [[زبان ترکی آذربایجانی بوده و لهجه اين منطقه  شيرينی خاص خود را دارد
بسياری از بزرگان و ريش سفيدان شربيان معتقد بودند كه شربيان در مكان كنونی نبوده بلكه در دامنه كوهی كه اكنون در شمال غربی شربيان به نام کولی تپه (تپه خاکستری)واقع است قرار داشته است . كه در اثر زلزله يا رانش زمين از بين رفته و ساكنان شربيان در مكان فعلی آن را بنا كرده اند . البته هنوز هم در آن منطقه كنده كاريهايی صورت می گيرد تا شايد وسايل قيمتی يا اشياء تاريخی پيدا شود.

## فعالیت های اقتصادی

### کشاورزی
فعالیت اصلی ساکنين شربیان در زمینه کشاورزی است. وجود خاک مناسب و امکانات تقریبا مدرن در بخش کشاورزی این منطقه را در زمینه تولید محصولات كشاورزی چون سیب زمینی ، پیاز ، خيار و گندم ، جو ، لوبيا نخود و ميوه هايي چون سيب درختی و توليد علوفه مانند شبدر و يونجه و ديگر محصولات در رده بالایی در استان آذربايجان شرقی قرار داده است، علاوه بر زمينهای آبی بسيار وسيع و حاصلخيز ، مزارع ديم نيز در شربيان كاشته می شوند كه عموما به كاشت گندم و جو اختصاص مي يابند

### قالی بافی
قالی بافی در اقتصاد مردم شربيان در مرحله دوم بعد از كشاورزي قرار دارد.
فرش و گليم توليدی شربيان در سطح استان آذربايجان شرقی جايگاه مخصوص پيدا كرده است. فرشهای اين منطقه اغلب به كشورهای خارج صادر می شود.

## موقعیت
شربیان در سال ۱۳۷۷ بنا به پیشنهاد وزارت کشور و تصویب هیئت دولت به شهر تبدیل شده و به عنوان شهر شناخته می‌شود.
اين شهر از جنوب به ادامه رشته كوه بزقوش و قاسم‌داغی و از شمال  به جاده اصلی بستان‌آباد، سرآب متصل می‌شود. در غرب شربيان شهرستان سرآب و در شرق آن بستان‌آباد قرار گرفته است.

## دانشگاه‌ها
دانشگاه پیام نور واحد شربیان تنها دانشگاه این شهر است که در جاده دوزدوزان-شربیان قرار دارد و در ۹ رشته دانشجو می‌پذیرد.

## ورزش
مدال آور پارالمپیکی شهر محمد خالقی در رشته والیبال نشسته در المپیک پکن ۲۰۰۸ و نقره لندن ۲۰۱۲ بوده
این شهر دارای یک سالن ورزشی برای رشته هایی همچون فوتسال والیبال و بدمینتون است. همچنین باشگاه پرورش اندام و کشتی برای دوسداران این دو رشته وجود دارد که در سال های اخیر علاقه مندان زیادی را جذب کرده است.
تیم فوتسال شهرداری شربیان در رده بزرگسالان در سال ۹۱ به مسابقات لیگ برتر فوتسال استان راه یافت. هر ساله تیم‌هایی در رشته‌های مختلفی مثل کشتی، والیبال، فوتسال و پرورش اندام در مسابقات استانی، شربیان را نمایندگی می‌نمایند.
اولین قهرمانی نوجوانان تیم والیبال این شهر در سال ۱۳۹۹ در سطح شهرستان بوده که به مسابقات استانی نیز راه یافتند
اولین زمین چمن مصنوعی شهرستان سرآب شهر شربیان باهمت اهالی خیّر و جوانان ورزش دوست ساخته شد

## آب و هوا
شربيان از نظر آب و هوا دارای آب و هوای سرد زمستانی و معتدل تابستانی  و ارتفاع از سطح دريا ۱۸۱۴ متر می باشد.